# Order Miechowski

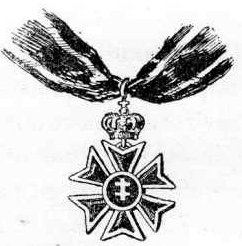
Krzyż orderowy Bożogrobców czyli miechowski – w Encyklopedii staropolskiej Zygmunta Glogera

Order Miechowski albo Order Bożogrobców – jedno z najstarszych polskich odznaczeń kościelnych, nadawane przez generała Zakonu Kanoników Regularnych Stróżów Grobu Chrystusowego w Miechowie, przekształcone z odznaki zakonnej w odznakę orderową w XVIII wieku.

## Historia
Odznaczenie (zwane orderem) powstało jako godło bractwa religijnego bardzo wcześnie, wyewoluowało z oznaki religijnej noszonej od II połowy XII wieku przez braci Zakonu Kanoników Regularnych Stróżów Grobu Chrystusowego, którzy posiadali swój klasztor w Miechowie (Kolegiata Grobu Bożego). 
Order był wprowadzony oficjalnie w 1789 roku i nadawany był osobom znanym z pobożności lub zasłużonym dla Kościoła, zarówno Bożogrobcom duchownym, jak i świeckim. Wbrew obiegowym opiniom, spopularyzowanym przez Encyklopedię staropolską Zygmunta Glogera, Order Miechowski był nadawany bardzo rzadko. Otrzymywały go osoby szczególnej pobożności, w tym około 35 oficerów Księstwa Warszawskiego, a potem Królestwa Kongresowego. Razem wydano maksymalnie 75 egzemplarzy. 
Religijny charakter odznaczenia spowodował, że minister wojny Józef Poniatowski Księstwa Warszawskiego wydał zakaz noszenia go na mundurze wojskowym. Krzyż ten podczas kampanii hiszpańskiej, toczonej w latach 1808–1812 z udziałem trzech polskich pułków piechoty oraz pięciu pułków jazdy, ocalił kilku oficerów od śmierci z rąk ultrakatolickich gerylasów.
W Królestwie Kongresowym, w trakcie likwidacji Zakonu Bożogrobców, podjęto masową nagonkę i różne działania restrykcyjne wobec generała zakonu Tomasza Nowiny-Nowińskiego za to, że wydał ponoć zbyt dużo patentów na posiadanie Orderu Miechowskiego. Decyzją Sekretariatu Stanu z 4 sierpnia 1825 roku, wydaną w Petersburgu, zezwolono na korzystanie z przywileju nadawania tej odznaki jedynie do śmierci ostatniego generała zakonu (co nastąpiło 4 stycznia 1830 roku). 

## Opis oznaki
Przed formalnym wprowadzeniem jako order, członkowie Zgromadzenia nosili przyszyty na lewym boku podwójny krzyż czerwony, obwiedziony złotym sznurkiem. W II połowie XVIII wieku zaczęto nosić krzyż metalowy emaliowany, zawieszany na szyi na łańcuchu lub na czarno-czerwonej albo czarno-fioletowej wstędze. Wkrótce wzór ten zmieniono na krzyż sześcioramienny w kształcie gwiazdy, emaliowany na pomarańczowo. Na awersie na białym tle umieszczono litery C.J. (oznaczające Crux Jerosolimitana, czyli Krzyż Jerozolimski), na rewersie natomiast godło Bożogrobców, czyli podwójny czerwony krzyż na czarnym tle. Krzyż ten jeszcze raz poprawiono, dokonując wcięć w górnych płaszczyznach gwiazdy i dodając koronę. Odznaka na awersie była pokryta emalią w kolorze pomarańczowym, jedynie jej tarcza została emaliowana na biało, zaś litery miały kolor złoty. Strona odwrotna była gładka, złocona, natomiast krzyż Bożogrobców wpisany w tarczę został umieszczony na emalii czarnej. Odznaka była zawieszana na czarnej wstędze z karmazynowym brzeżkiem. Do orderu dodawano patent (osoby duchowne otrzymywały w języku łacińskim, świeckie po polsku) ręcznie pisany na papierze czerpanym.

## Odznaczeni
- gen. Jan Henryk Dąbrowski – „10 listopada [1794 roku] opuścił swoją kwaterę, udając się do Miechowa. Wcześniej z jego polecenia pojechał z listem do generała zakonu kapitan Władysław Sołtyk, bratanek biskupa krakowskiego Kajetana, wielkiego przyjaciela Zakonu Bożogrobców. W drugim dniu pobytu w Miechowie, podczas uroczystej Mszy świętej w kościele pw. Grobu Bożego i Jakuba Młodszego generał zakonu Tomasz Nowina-Nowiński ozdobił go Orderem Miechowskim”[2].
- gen. Florian Kobyliński.